# Колтин
Колтин (фр. Coltines) насеље је и општина у централној Француској у региону Оверња, у департману Кантал која припада префектури Сен Флур.
По подацима из 2011. године у општини је живело 449 становника, а густина насељености је износила 23,61 становника/km². Општина се простире на површини од 19,02 km². Налази се на средњој надморској висини од 943 метара (максималној 1.010 m, а минималној 913 m).

## Демографија
| 1962. | 1968. | 1975. | 1982. | 1990. | 1999. | 2011. |
| ----- | ----- | ----- | ----- | ----- | ----- | ----- |
| 276   | 312   | 298   | 314   | 358   | 404   | 449   |

График промене броја становника у току последњих година